# دامیان نازون
دامیان نازون (انگلیسی: Damien Nazon؛ زادهٔ ۲۶ ژوئن ۱۹۷۴) دوچرخه‌سوار اهل فرانسه است.